# Valjasta spirala
Valjasta spirala je spirala, ki jo dobimo tako, da na valj navijemo krivuljo v obliki spirale. Krivulja, ki jo tako dobimo, je enaka vijačnici. Zaradi tega nekateri avtorji ne ločijo med vijačnico in valjasto spiralo.  